# Buena Vista (Paraguay)
En los comienzos, Buena Vista era conocida como «Mburika Potrero«, una compañía dependiente de San Juan Nepomuceno. Según testimonios en 1916, el 30 de abril, el Pbro. Juan Guillermo Díaz, en ocasión, decidió cambiar el nombre del Pueblo a «Buena Vista», al mismo tiempo procedió a la bendición del oratorio, público erigido bajo el Patronato de San Vicente Ferrer.
Fue elevado a la categoría de Distrito el 23 de junio en 1955 por Decreto Ley N° 260.
Los primeros pobladores datan de la primera década del siglo XX, según un documento de partición de la propiedad denominada Mburika Potrero, perteneciente a los Duarte y Cuevas.
A estas personas y a sus familiares generalmente se los reconocen como los primeros pobladores del lugar; no obstante es arriesgado aseverar, dado que los datos fidedignos son infrecuentes. Según la tradición oral Caazapá, Guairá y Paraguari serían los orígenes de las primeras familias.

## Geografía
Buena Vista está situada a 234 km (kilómetros) de la ciudad de Asunción. Limita al norte con Gral. Higinio Morínigo, al sur con Tres de Mayo, al este con San Juan de Nepomuceno y al oeste con la Caazapá.

## Clima
El clima templado y agradable durante casi todo el año.

## Demografía
Está compuesta por 9 comunidades entre las cuales están: Torres Cue, Santa Rosa, San Miguel, San Isidro, Miranda Cue, San Ramón, Jerovia, Desertor Cue, San Agustín, Japepo Isla. 

## Economía
La principal actividad es la agricultura y la ganadería de subsistencia. 